# 제2의 나라: Cross Worlds
《제2의 나라: Cross Worlds》는 넷마블이 개발한 모바일 게임이다. 2021년 6월 10일 정식 서비스를 시작하였으며, LEVEL-5와 스튜디오 지브리가 합작한 《니노쿠니 시리즈》의 IP를 사용하였다.

## 줄거리
플레이어는 현실 세계의 최대 기업인 미래 기업이 개발한 가상현실 게임인 소울 다이버즈를 통해 또 다른 세계인 제2의 나라로 들어간다. 플레이어는 이 세계를 모험하고 성장해 나가는 과정에서 이 세계가 가상현실이 아님을 깨닫게 되고, 이름없는 왕국을 재건하고 하나로 이어진 현실 세계와 제2의 나라를 멸망의 위기에서 구하기 위한 여정을 시작한다.

## 클래스
- 엔지니어 (CV : 방연지 / 유우키 아오이)
- 디스트로이어 (CV : 최한 / 오오츠카 아키오)
- 소드맨 (CV : 김영선 / 카미야 히로시)
- 위치 (CV : 여민정 / 하나자와 카나)
- 로그 (CV : 김보나 / 우치다 마아야)

## 이마젠
| 속성 | 종류 및 등급 |
| ---- | --- |
| 불   | 발바리우스(★), 해고르(★★), 데구리(★★), 꿈트리(★★★), 드라기(★★★), 루치(★★★★), 불범(★★★★), 용암사자(★★★★), 찌루(★★★★) |
| 나무 | 마울이(★), 돌부기(★★), 뽕식이(★★), 우가우카(★★★), 나무로크(★★★), 감성초(★★★★), 동그르(★★★★), 신록(★★★★)             |
| 물   | 쿠앙(★), 만세가오리(★★), 먹부룡(★★), 고래고랭(★★★), 꼬꼬왕(★★★★), 도롱이(★★★★), 물장군(★★★★), 해룡(★★★★)            |
| 빛   | 우왕(★), 해바라비(★★★), 바니봇(★★★★), 별나방(★★★★), 싸메기(★★★★), 우끼(★★★★), 유령게(★★★★)                          |
| 어둠 | 히어로뱃(★★★), 돼블린(★★★★), 리무(★★★★), 새뿔이(★★★★), 쌈보(★★★★), 야미(★★★★), 투왕(★★★★)                           |